# 長崎県立島原南高等学校
長崎県立島原南高等学校（ながさきけんりつ しまばらみなみこうとうがっこう, Nagasaki Prefectural Shimabara Minami High School）は、長崎県南島原市に所在した公立の高等学校。通称は「島原南」。

## 設置学科
- 普通科

## 所在地
- 〒859-2212 長崎県南島原市西有家町須川810

## 概要
歴史
1949年（昭和24年）に「長崎県立島原高等学校西有家分校」として開校し、1955年（昭和30年）に他の分校と統合され、「長崎県立島原南高等学校」として独立。2005年（平成17年）に長崎県の高校再編によって、長崎県立有馬商業高等学校と統合され、総合学科を有する「長崎県立島原翔南高等学校」が島原南高等学校の校地に開校した。同年島原南高等学校は募集を停止し、2007年（平成19年）3月31日に閉校した。
校訓
「至誠剛健」
校歌
作詞は原善麿、作曲は伊藤英一によるもの。3番まであり、各番とも「島原南 ああわれらが母校」で終わる。また、逍遥歌（作詞 - 松尾善徳、作曲 - 中瀬古和）もある。
校章
柏の実と葉を図案化したものを背景に、「高」の文字（俗字体のはしご高）を置いている。
同窓会
島原翔南高等学校・有馬商業高等学校の同窓会と統合され、「島原南 有馬商業 島原翔南同窓会」と称している。関東に支部を置く。

## 沿革
- 1949年（昭和24年）7月 - 「長崎県立島原高等学校西有家分校」が開校。
- 1955年（昭和30年）4月
  - 長崎県立島原高等学校西有家分校・有家分校・堂崎分校及び長崎県立口加高等学校北有馬分校を統合し、「長崎県立島原南高等学校」が発足。
  - 北有馬分校は、島原南高等学校有馬分校となる。
- 1959年（昭和34年）4月 - 定時制課程の募集を停止。
- 1974年（昭和49年）4月 - 有馬分校が分離し、長崎県立有馬商業高等学校として独立。
- 1976年（昭和51年）2月 - 同窓会館が完成。
- 1980年（昭和55年）10月 - 新校舎が完成。
- 1990年（平成2年）4月1日 - 新制服（ブレザー）・通学靴を制定。
- 2005年（平成17年）4月1日 - 募集を停止。「長崎県立島原翔南高等学校」（総合学科）が新設され、島原南高等学校の閉校まで、校舎を共用。
- 2007年（平成19年）3月31日 - 最後の卒業生を送り出し、閉校。52年の歴史に幕を下ろす。

## アクセス
- 島鉄バス　「西有家」バス停
2008年（平成20年）3月まで島原鉄道の路線、西有家駅があったが、現在は廃止されている。
- 国道251号　島原街道沿い

## 周辺
- 南島原市立西有家図書館
- 南島原市立西有家小学校
- 南島原市立西有家中学校
- 南島原市立西有家郵便局
- 十八親和銀行西有家支店